# Suzanne Spaak

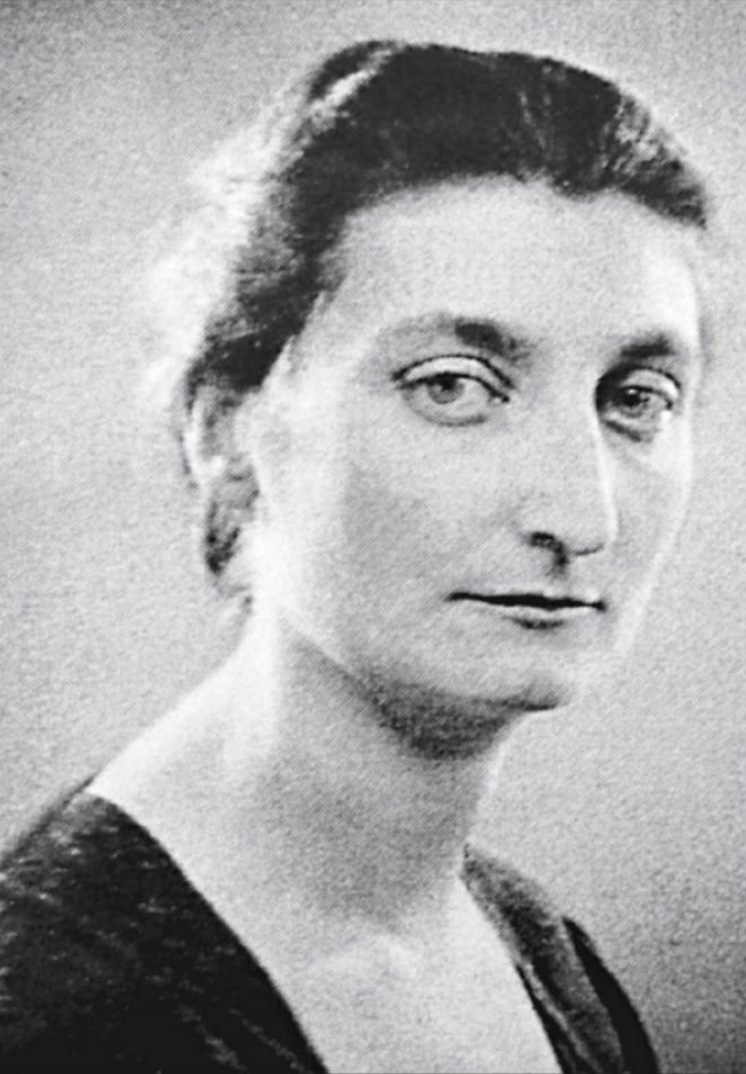
Portretfoto

Suzanne Augustine Lorge, na haar huwelijk bekend als Suzanne (Suzette) Spaak (Brussel, 6 juli 1905 – Fresnes, 12 augustus 1944) was een Belgische verzetsvrouw in de Tweede Wereldoorlog. Vanuit een humanitaire bewogenheid hielp ze in Parijs de ondergrondse groep Solidarité, werd ze een leidend figuur in het Mouvement National Contre le Racisme, en organiseerde ze een netwerk dat honderden Joodse kinderen van gedeporteerden behoedde voor de gaskamers.

## Jonge jaren
Suzanne was het eerste kind van Louis Lorge (1864-1937) en Jeanne Bourson (1872-1971). Haar vader was een self-made man in de Brusselse haute finance, die voor haar een aristocratisch huwelijk in gedachten had. Ze ging niet mee in deze materiële ambities. Haar belangstelling ging uit naar de liefdadigheid van haar katholieke moeder en naar de persoon van haar vriendin Marie Spaak, die in 1921 de eerste vrouwelijke senator ter wereld werd. Ze begon een relatie met Maries jongste zoon, Claude Spaak (1904-1990), wat in 1925 tot een huwelijk leidde. Daarmee werden zijn broers Charles Spaak en Paul-Henri Spaak (de toekomstige premier) schoonfamilie. Haar man Claude werd de eerste artistiek directeur van het Paleis voor Schone Kunsten. Hij was bevriend met de surrealist René Magritte, kocht enkele van diens schilderijen en liet hem diverse familieportretten maken, waaronder in 1936 het portret van Suzette. 
Hun huwelijk was een mislukking, enkel bijeengehouden door de jonge kinderen Lucie (1926) en Paul-Louis (1931). In 1937 verhuisden de Spaaks naar Parijs om de carrière van Claude als toneelschrijver vooruit te helpen. Nog datzelfde jaar overleed Suzettes vader en kochten ze van de erfenis een landhuis in Choisel. In die periode kwam Magritte weer aankloppen om financiële steun. Ze was de enige die inging op zijn verzoek door hem uit haar erfdeel een maandelijkse som te betalen voor het maken van schilderijen. Daardoor kwamen de Spaaks uiteindelijk in het bezit van 44 doeken van de surrealist, naast veel werk van Paul Delvaux.
Politiek was Suzanne Spaak progressief. Haar interesse voor feminisme, pacifisme en antifascisme leidde in 1935 tot haar lidmaatschap van de Belgische afdeling van het Comité Mondial des Femmes contre la Guerre et le Fascisme (CMF). Ze was begaan met de op gang komende vluchtelingenstroom uit nazi-Duitsland en raakte bevriend met Mira Sokol, een van de vrouwen die ze in dat verband hielp. Ook na haar verhuizing bleef ze politiek actief. Ze ijverde voor de republikeinse zaak tijdens de Spaanse Burgeroorlog en manifesteerde voor het openen van de grens.

## Verzetsactiviteiten
Het gezin Spaak vluchtte voor de Duitse invasie uit naar de Atlantische kust. Toen hun plan om in te schepen naar New York achterhaald bleek, reden ze naar de Côte d'Azur en huurden een villa in Sainte-Maxime. Op aandringen van Suzanne keerden ze in september 1940 terug van de onbezette naar de bezette zone. Ze was bezorgd om haar vriendin Mira en wilde zich nuttig maken, zeker toen op 3 oktober het antisemitische Jodenstatuut werd ingevoerd. Het gezin betrok een nieuw appartement in de Rue de Beaujolais bij het Palais-Royal, waar de schrijver Colette en haar Joodse man Maurice Goukenet hun onderburen waren. Op een of andere manier kwam Spaak in contact met de Joodse verzetsgroep Solidarité. Ze hielp met pamfletten, won hun vertrouwen en nam weldra allerlei ondergedoken personen in huis als meid. Zonder zich bewust lid te maken stond ze ook zeer dicht bij Rood Orkest, een door de Sovjet-Unie gesponsord inlichtingennetwerk opgericht door Leopold Trepper. Trepper was bevriend met Claude Spaak, die hem al vóór de oorlog diensten verleende. Ook het echtpaar Mira en Harry Sokol was lid. Op zeer effectieve wijze verzamelde Rood Orkest inlichtingen in Duitsland, Frankrijk, België en Nederland. Het netwerk infiltreerde zelfs de Duitse militaire inlichtingendienst Abwehr. De nazi-fielten creëerden het SS-Sonderkommando Rote Kapelle, met als enige taak Rood Orkest te ontmantelen.
In juni 1941 keerde Hitler zich tegen Stalin en in de daaropvolgende maanden kwam de Holocaust echt op gang. Ook in Frankrijk begonnen de deportaties, al was de ware toedracht niet onmiddellijk duidelijk. Toch aarzelde Spaak niet om te reageren en meer risico's te nemen in het verzet. Ze gebruikte haar sociale positie om aan te kloppen bij religieuze en andere autoriteiten voor publieke veroordelingen of materiële steun. Haar appartement werd een trefpunt van de Résistance en zijzelf een knooppunt tussen socialisten, communisten, gaullisten en religieuze weerstanders van allerlei gezindten. Eind 1941 sloot ze zich aan bij de Joodse verzetsgroep Solidarité. Via deze weg werd ze later die winter het enige niet-Joodse lid van de ondergrondse antiracismebeweging Mouvement National Contre le Racisme (MNCR). Vastberaden waagde ze zich ver om Joodse kinderen te redden van deportatie naar wat uiteindelijk Duitse vernietigingskampen bleken te zijn. 
Haar meest tot de verbeelding sprekende operatie was het in veiligheid brengen midden februari 1943 van een negentigtal Joodse kinderen die dreigden te worden gedeporteerd uit tehuizen van de Union Générale des Israélites de France (UGIF). Het waren gemakkelijke "reserves" om quota goed te maken. Een week voordien hoorden haar kinderen Spaak zeggen "We moeten iets doen!" Over verschillende dagen voerde ze de massaredding uit met Sophie Schwartz-Micnik (), door valse familieleden kinderen te laten ophalen voor een wandeling en ze niet meer terug te brengen naar de tehuizen. Ze spraken elk hun netwerk aan, in het geval van Spaak de protestantse dominee Paul Vergara van het Oratoire du Louvre, de sociaal werkster Marcelle Guillemot van soepkeuken La Clairière, en gravin Élisabeth de la Bourdonnaye ("Dexia"). Met groot risico voor zichzelf en haar gezin zorgde Spaak voor kleding, valse papieren en rantsoenkaarten, en onderduikadressen in verschillende delen van Frankrijk. Een twaalftal van de kinderen nam ze zelf in huis in Choisel. 
Ondertussen waren de Duitsers in het voorjaar van 1942 Belgische radiozenders van het Rood Orkest op het spoor gekomen en hadden ze de eerste arrestaties verricht. Mee op basis van foltermethodes werden in de volgende achttien maanden honderden personen opgepakt. In juli 1943 werden zeven leden van de familie Spaak in hechtenis genomen volgens de doctrine van Sippenhaftung. Trepper, die ook was gevat, wist rond die tijd te ontsnappen en probeerde via de Spaaks in contact te komen met Moskou. Hij logeerde enkele dagen in hun appartement en waarschuwde dat de Gestapo hen op de hielen zat.

## Arrestatie en dood
Op 19 oktober nam Suzanne Spaak de trein naar Brussel. Ze bracht haar kinderen onder bij haar zus Angèle (Teddy) en dook onder in de Ardennen in een huisje van haar schoonbroer Maurice Fontaine. Op 8 november 1943 werd ze er door de Gestapo gearresteerd, vermoedelijk omdat Fontaine was doorgeslagen. Ze werd overgebracht naar de gevangenis van Fresnes bij Parijs, waar Heinz Pannwitz van de Gestapo haar ondervroeg. In januari 1944 veroordeelde een krijgsgerecht haar ter dood. Toch was ze erin geslaagd haar band met Trepper te minimaliseren en haar eigen reddingsnetwerk buiten beeld te houden, want de executie liet op zich wachten. Meer dan aan haar inbreuken, leken de nazi's belang te hechten aan haar waarde als gijzelaar, want haar schoonbroer was minister van Buitenlandse Zaken in de regering-Pierlot V. Er werd haar genade beloofd als haar echtgenoot Claude zich zou aangeven.
Toen de geallieerde troepen in Normandië doorbraken en zich een weg baanden naar Parijs, werd ze niettemin geëxecuteerd op het binnenplein van de gevangenis, samen met Fernand Pauriol. Dertien dagen later werd Parijs bevrijd. Pannwitz schreef nog aan de Belgische autoriteiten dat ze was geëvacueerd. Het is niet duidelijk wat hier de bedoeling van was. Mogelijk was Spaaks terechtstelling een vergissing in de chaos van de terugtrekking. Ze werd anoniem begraven op het kerkhof van Bagneux, met als enig opschrift "Une belge". Een autopsie wees uit dat ze met een nekschot was vermoord. 
Omdat haar administratie was verstopt en gecodeerd, was het naderhand niet eenvoudig om zicht te krijgen op de activiteiten van de overleden heldin, wier echtgenoot overigens haar brieven en foto's verbrandde om haar nagedachtenis uit te wissen. Na de oorlog ondernamen geredde kinderen als Sami Dassa, Jacques Alexandre en Larissa Gruszow ingespannen onderzoek om haar tussenkomsten in kaart te brengen. Dit liet de vaststelling toe dat Spaak met haar naamloze netwerk zeker vijfhonderd kinderen in veiligheid had gebracht. Bovendien waren de plaatsingen buitengewoon doeltreffend geweest: er is geen enkel geval bekend van een gered kind dat alsnog werd gevangen of gedeporteerd.

## Eerbetoon
Op 21 april 1985 erkende Yad Vashem Suzanne Spaak als Rechtvaardige onder de Volkeren.